# Виноробний район Алту-Дору

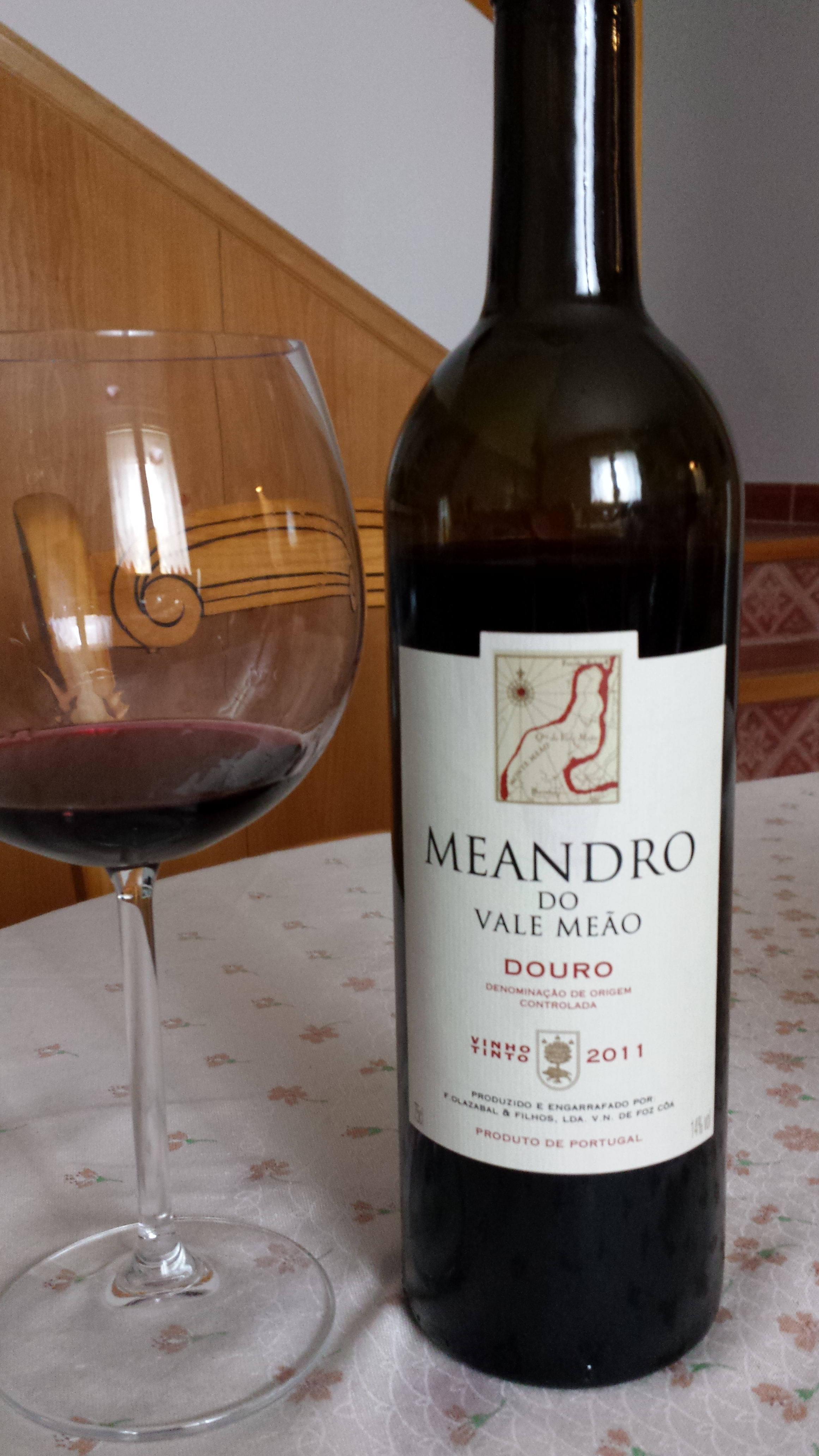
Вино Дору

Дору — це португальський виноробний регіон із центром на річці Дору в регіоні Трансмонтана і Верхнє Дору. Іноді його називають Альто Дору (верхній Дору), оскільки він розташований на деякій відстані у верхній течії Порту, захищений гірськими хребтами від впливу узбережжя. Цей регіон має найвищу класифікацію вин у Португалії як Denominação de Origem Controlada (DOC). Хоча регіон пов'язаний насамперед із виробництвом портвейну, Дору виготовляє стільки ж столового вина (некріплених вин), як і кріпленого вина. Некріплені вина зазвичай називають «вина Дору».
Альто Дору був одним із 13 регіонів континентальної Португалії, визначених географом Аморімом Гірао в дослідженні, опублікованому між 1927 і 1930 роками. Разом із Трасмонтаною він став провінцією Трасмонтана і Верхнє-Дору.
Стиль вин, виготовлених у Дору, коливається від букету стилю Бордо кларет до багатого стилю Бургундія вин, витриманих у новому дубі.

## Історія
Існують археологічні дані про виноробство в регіоні, що датуються кінцем Західної Римської імперії, протягом 3 та 4 століть нашої ери, хоча насіння винограду також було знайдене на більш давніх археологічних розкопках. У середньовічні часи з середини 12 століття цистерціанці мали важливий вплив на виноробство в регіоні через свої три монастирі Сальзедас, Сан-Жуан-де-Тарука та Сан-Педро-дас-Агіас.
У 17 столітті виноградники регіону розширилися, і найперша відома згадка про «портвейн» датується 1675 роком. Договір Метуена між Португалією та Англією в 1703 р. та подальше заснування багатьох британських будинків портвейну у Порту означали, що портвейн став основним продуктом регіону, і це стало економічно дуже важливо для Португалії. Як частина регулювання виробництва та торгівлі цим цінним товаром, королівська хартія Португалії від 10 вересня 1756 р. визначила регіон для виробництва портвейну. Таким чином, він став першим у світі виноробним регіоном, який провів офіційне розмежування. Виноградники, охоплені цим розмежуванням, розташовувались у західній частині нинішнього регіону. Пізніше виноградники поступово розширювались на схід до більш спекотних і посушливих районів.
Дору не оминули виноградні хвороби 19 століття. Борошниста роса (оїдій) уразила в 1852 році, а філоксера — в 1863 році.
Хоча в регіоні завжди виробляли столове вино, тривалий час його не зустрічали за межами самого регіону. Будинки портвейну були зосереджені на виробництві та експорті портвейну, який був їх унікальним продуктом на експортному ринку, і мало цікавились іншими виноробними стилями. Таким чином, хоча вина могли бути хорошими, протягом тривалого часу не було спроб використовувати виноград Дору для виробництва більш амбіційних столових вин. Особою, якій приписують створення першого амбіційного вина Дору, є Фернандо Ніколау де Алмейда, який працював енологом у портовому домі Феррейра. Він відвідав Бордо під час Другої світової війни, що дало йому натхнення для створення високоякісного столового вина. Результатом стало вино Barca Velha, вперше виготовлене в 1952 році з винограду з Квінта-ду-Вале-де-Меао, розташованого в субрегіоні Дору Суперіо. Barca Velha не відразу здобуло багато прихильників, оскільки більшість винних будинків портовейну тривалий час залишалися незацікавленими у некріплених винах. Ще кілька амбітних вин Дору з'явилися з 1970-х років, але лише в 1990-х роках з'явилася велика кількість вин. Сприяючим фактором стало входження Португалії до Європейської економічної спільноти в 1986 році, що означало скасування монополії будинків портвейну, таким чином відкривши шлях виробникам у долині Дору вирощувати та розливати власне вино — портвейн або сухе Дору. На цьому етапі кілька будинків портвейну також представили вина Дору у своєму асортименті.
Виноробний регіон Дору був оголошений об'єктом всесвітньої спадщини в 2001 році.

## Географія та клімат
Виноробний регіон Дору розташований навколо долини річки Дору і нижніх долин її приток: Вароса, Корго, Тавора, Торто та Піньяо. Регіон захищений від атлантичних вітрів горами Марао і Монтемуро і має континентальний клімат зі спекотним і посушливим літом і холодною зимою.
Зазвичай він поділяється на три субрегіони, із заходу на схід:
- Baixo Corgo («нижнє Корго»), субрегіон із найм'якшим кліматом та найбільшою кількістю опадів. Він має 14000 га (35000 акрів) виноградників. Хоча саме субрегіон був висаджений першим, загалом вважається, що він дає вина меншої якості, ніж інші два субрегіони.
- Cima Corgo («над Корго») — це найбільший субрегіон із 19000 га (47000 акрів) виноградників, центром якого є село Піньяо і де розташована більшість відомих Квінтас.
- Douro Superior («верхній Дору»[6]) — найспекотніший і найпосушливіший із субрегіонів і простягається аж до іспанського кордону. Він має 8700 га (21000 акр) виноградників і є джерелом багатьох вин дуже доброї якості. Оскільки він є найменш доступним із трьох субрегіонів, він зовсім нещодавно посаджений та все ще розширюється.

Терасні виноградники дуже поширені в регіоні Дору. Виноградники, призначені для виробництва портвейну, зазвичай висаджують на сланці, тоді як ділянки з ґрунтом на основі граніту використовують для виробництва столових вин.

## Виноград
До основних сортів винограду регіону Дору належать чорний виноград Бастардо, Моріско тінто, Трінкадейра, Тінта Барока, Тінта Као, Тінта Роріз (такий самий, як іспанський Темпранільо), Торига Франсеза і Торига Насьйональ, а також білий виноград Донцеліньо Бранко, Гувейо, Мальвазія, Рабігато та Віосіньо.
У регіоні Дору вирощується велика кількість сортів винограду, більшість із яких — місцевий португальський виноград. Тривалий час сорти винограду, вирощені в Дору, були не дуже добре вивчені. Виноградники змішаних насаджень були нормою, і здебільшого власники виноградників не знали, які сорти винограду вони вирощують. У 1970-х роках було зроблено новаторські зусилля, які визначили Торига Насьйональ, Тінта Роріз, Торига Франса, Тінта Коу і Тінта Барока основними червоними сортами винограду. Пізніше Тинта Амарела та тінтюр'є Сузао потрапили до сортів, що викликають найбільший інтерес. Ця робота була важливою для створення нової хвилі найкращих вин Дору, а також призвела до більшої уваги до сортів винограду, що входять до портвейну. Більшість найкращих квінт зараз пересаджують виноградники з одним сортом і зосереджуються на обмеженій кількості сортів, але більш старі, змішані виноградники залишатимуться у виробництві протягом багатьох десятиліть.

## Галерея

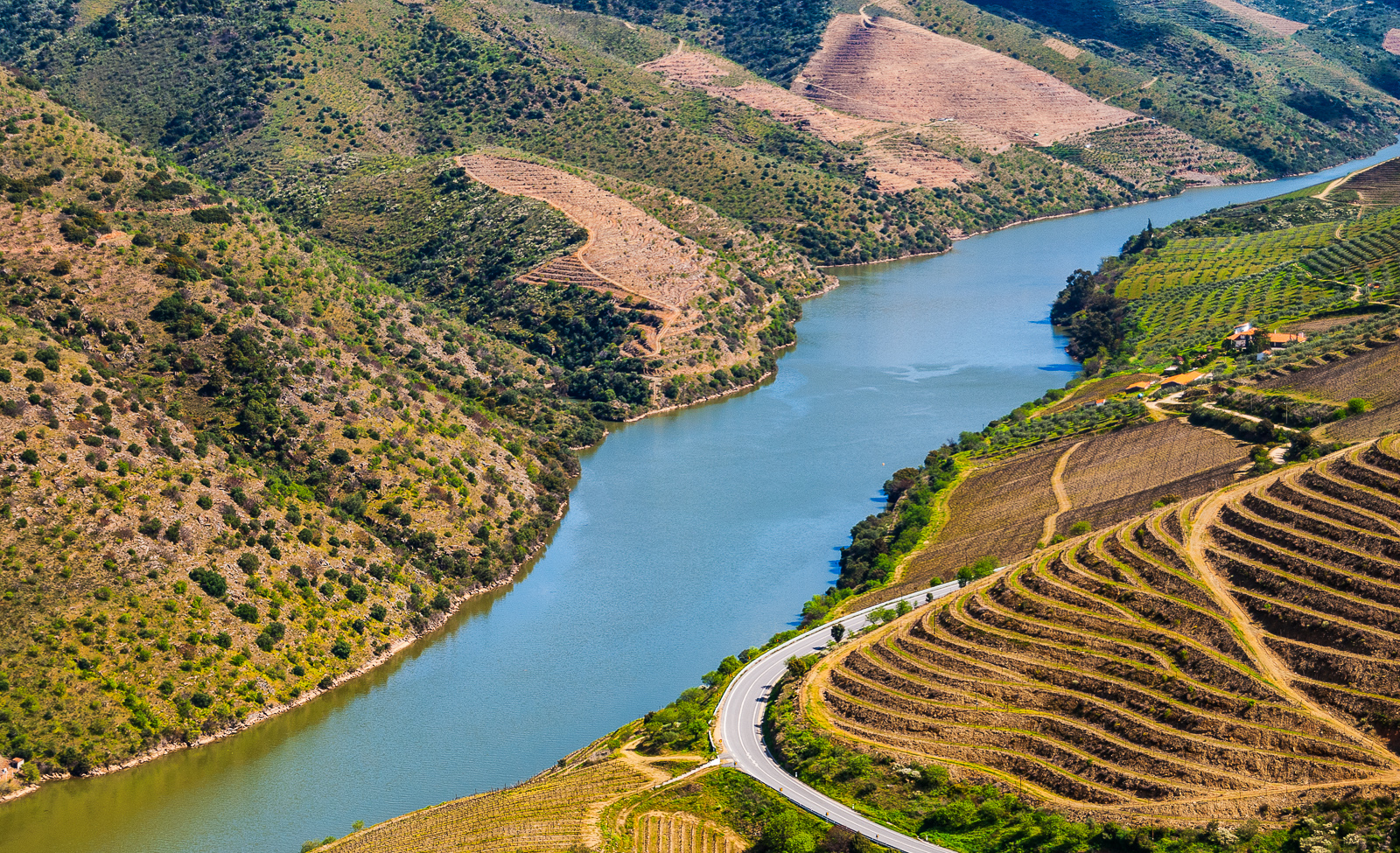
Терасні виноградники вздовж річки Дору
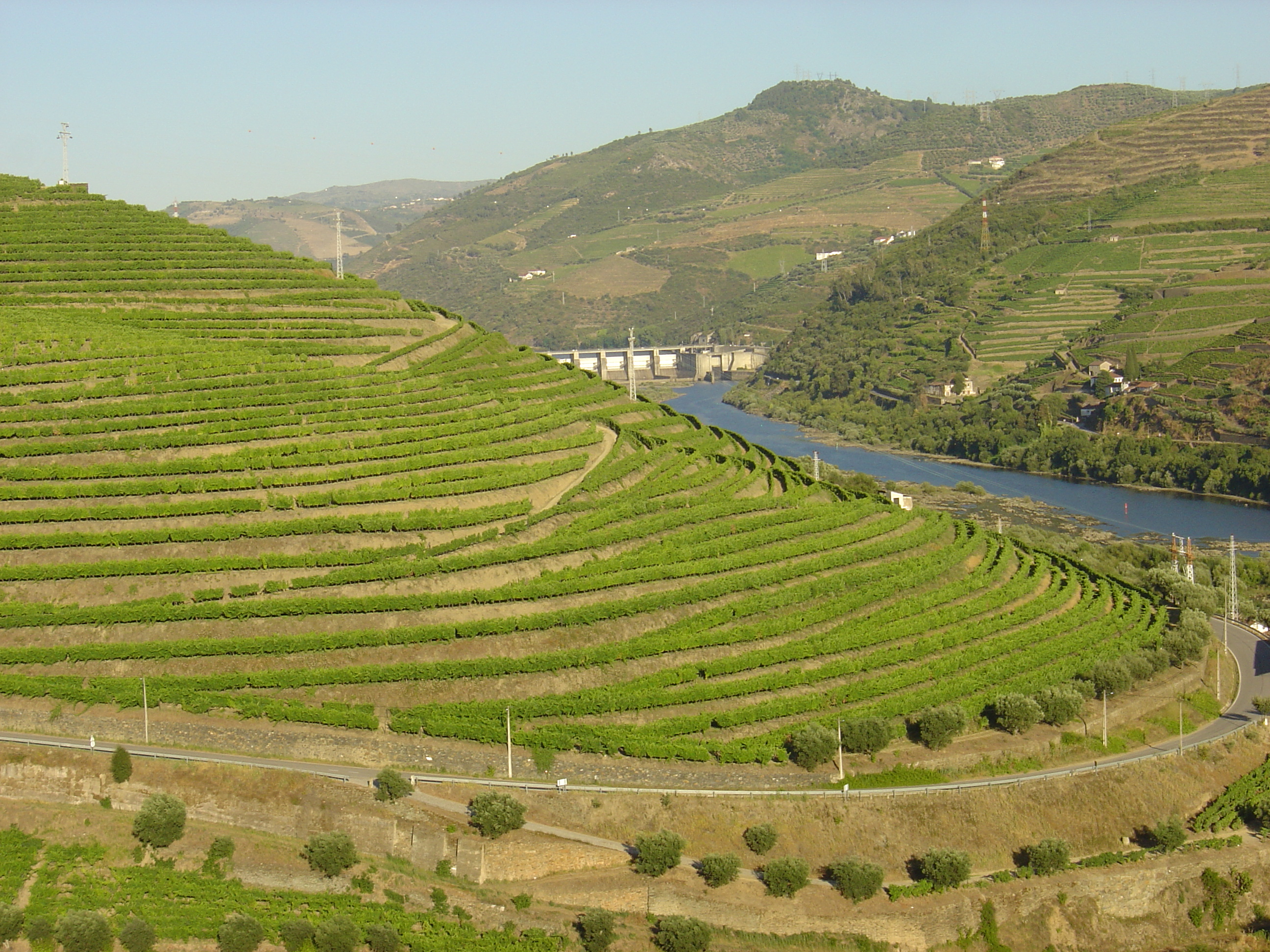
Терасні виноградники вздовж річки Дору
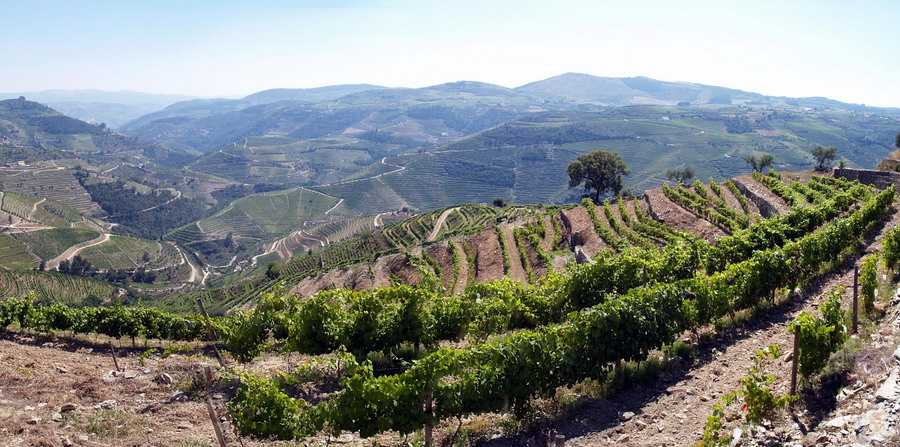
Виноградники в Альто-Дору
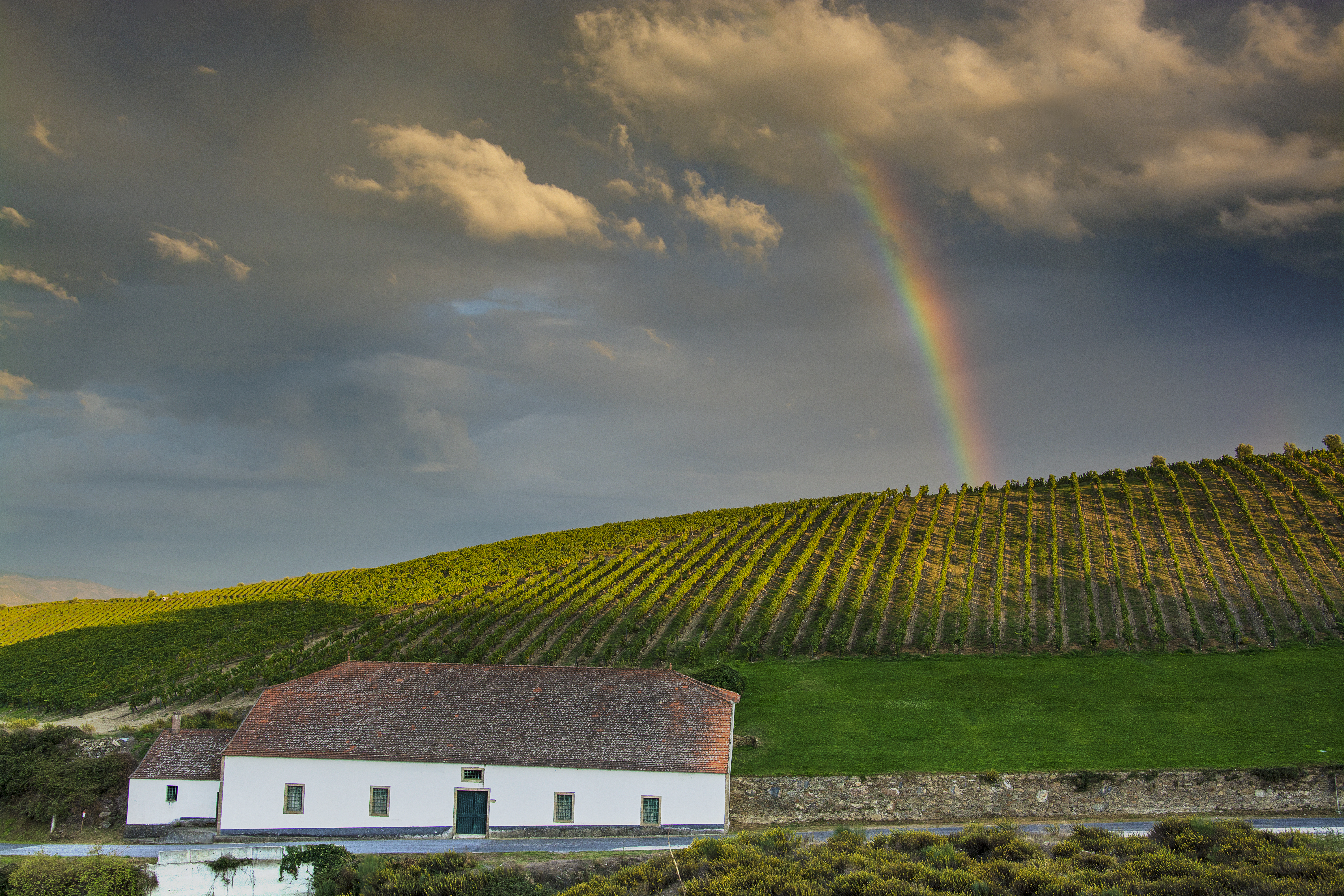
Виноградники в Альто-Дору
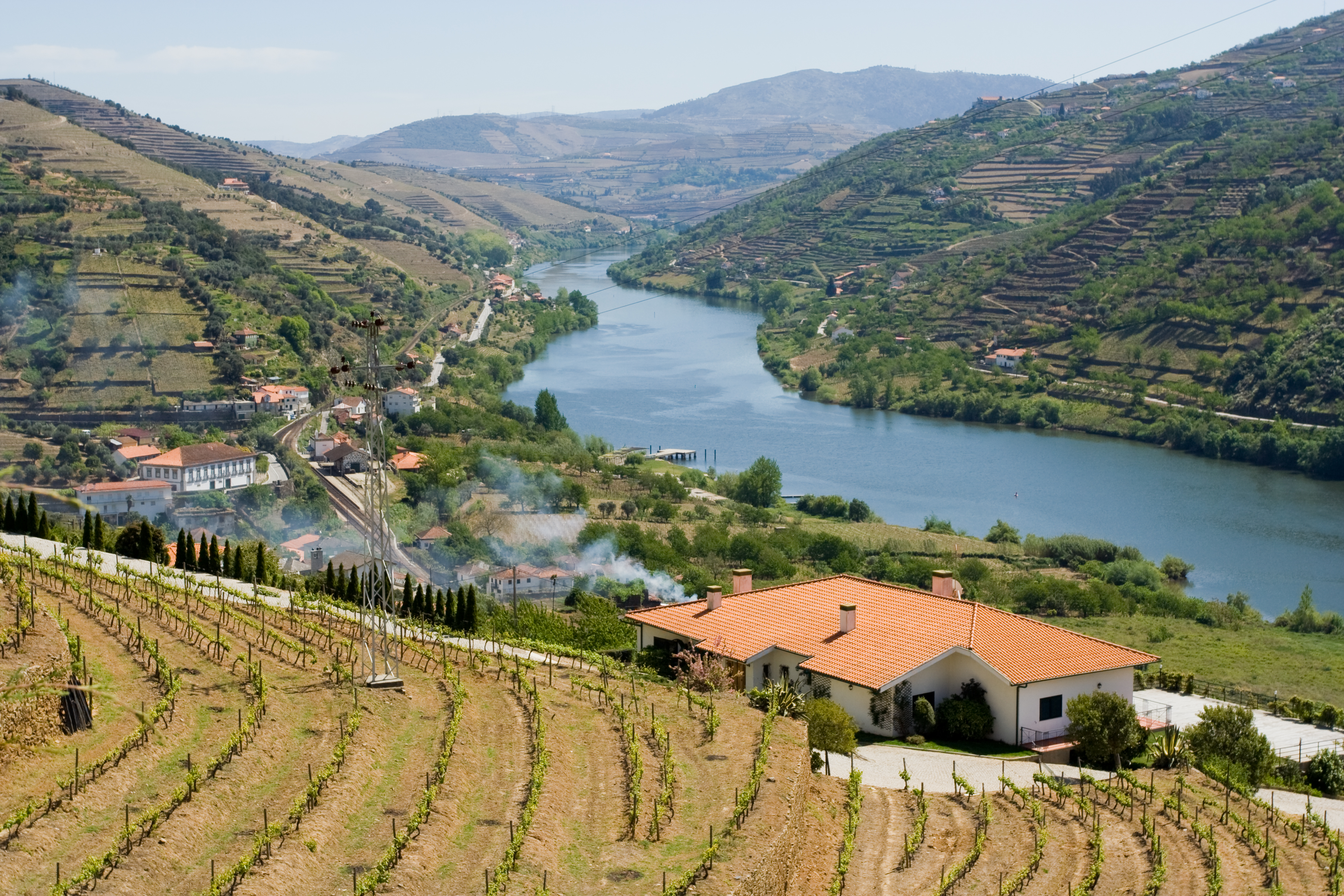
Долина Дору
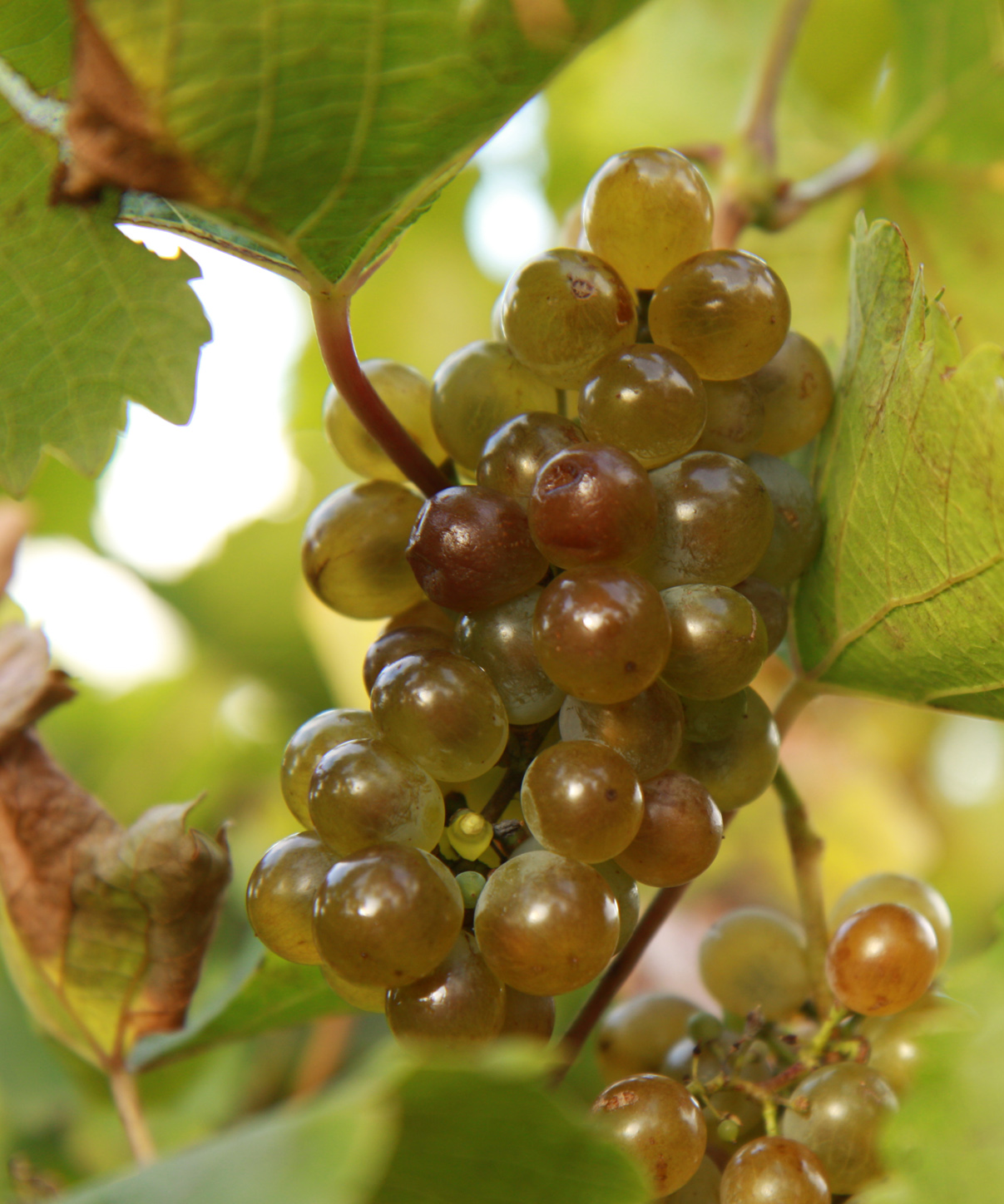
Білий виноград у долині Дору
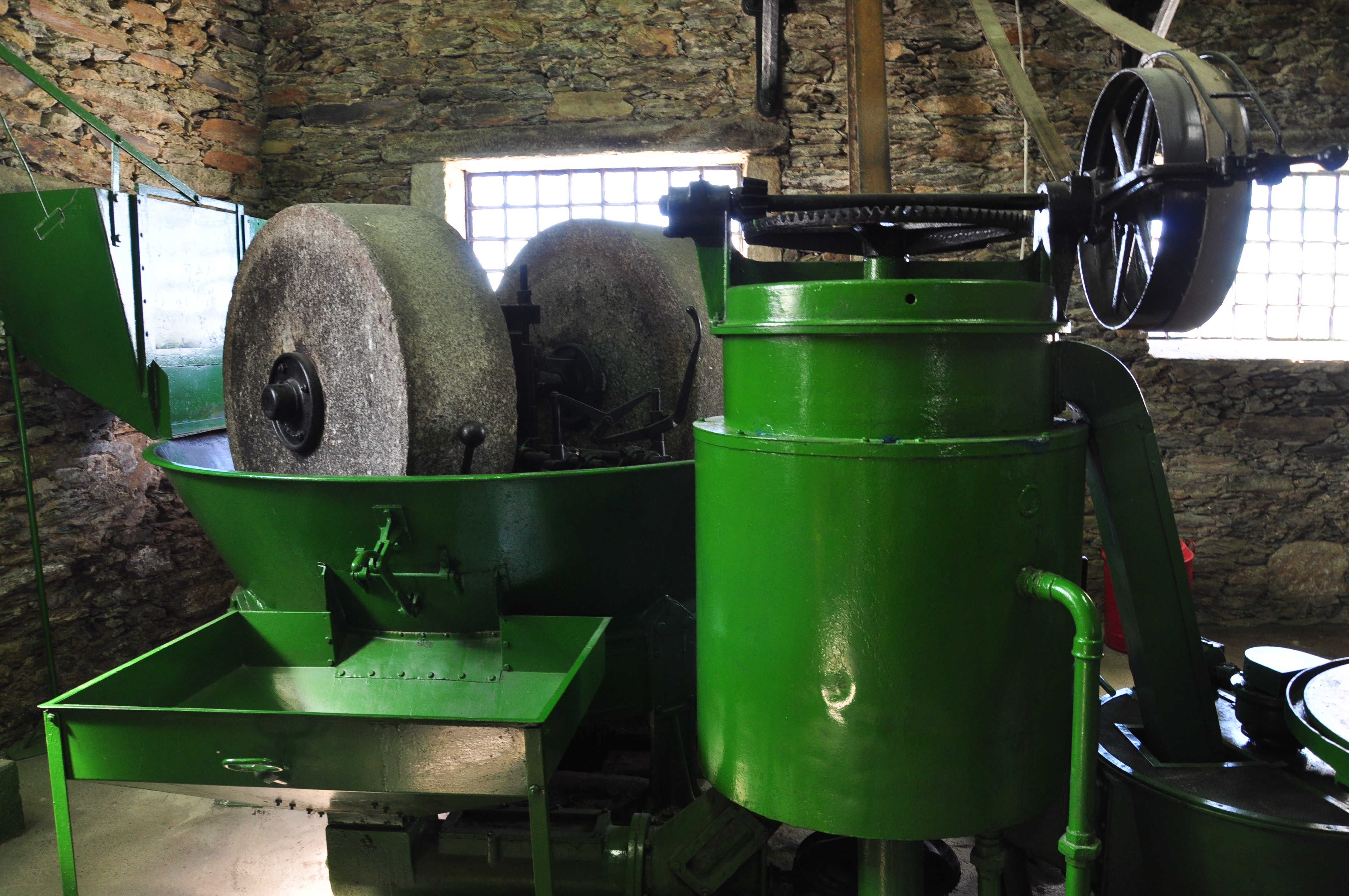
Виноробство
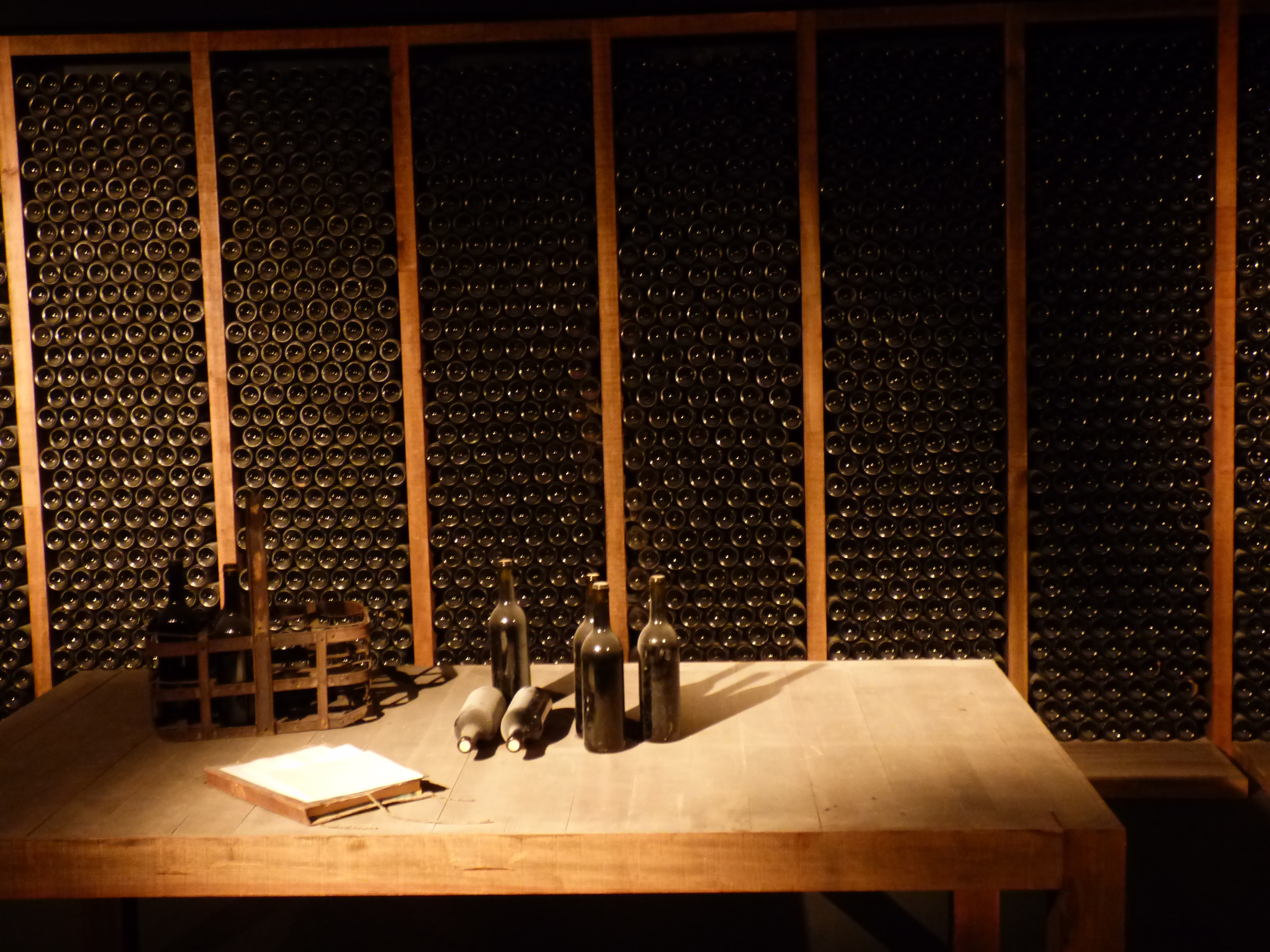
Виноробство
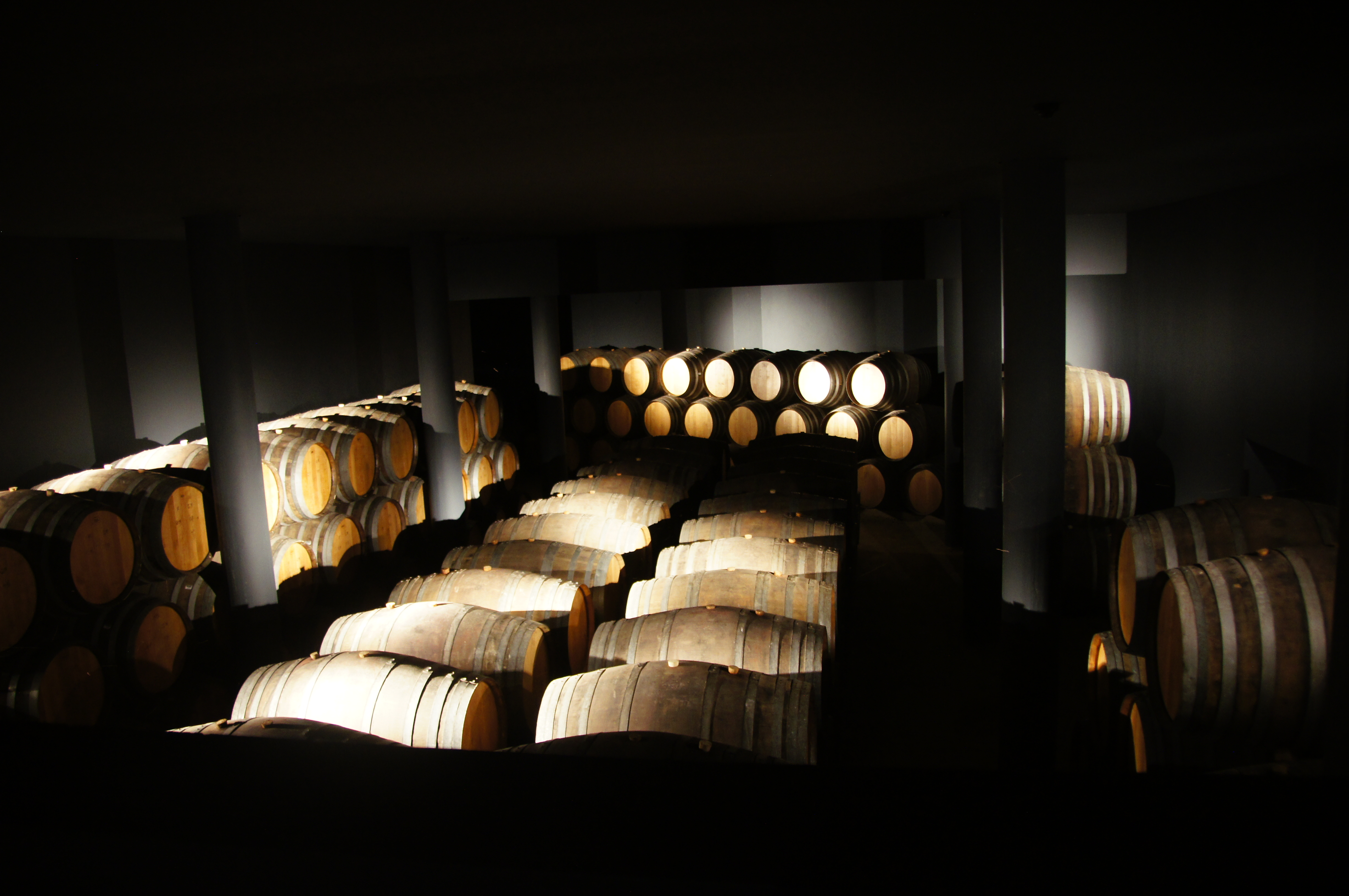
Виноробство